# Josephinia grandiflora
Josephinia grandiflora är en sesamväxtart som beskrevs av Robert Brown. Josephinia grandiflora ingår i släktet Josephinia och familjen sesamväxter. Inga underarter finns listade i Catalogue of Life.